# J. D. Martin
John David Martin (* 19. März 1939) ist ein ehemaliger US-amerikanischer Zehnkämpfer und Stabhochspringer.
1963 siegte er bei den Panamerikanischen Spielen in São Paulo im Zehnkampf.
1960 wurde er für die University of Oklahoma startend NCAA-Meister im Stabhochsprung.

## Persönliche Bestleistungen
- Stabhochsprung (Halle): 4,75 m, 27. Februar 1960, Kansas City
- Zehnkampf: 7335 Punkte, 1. Mai 1963, São Paulo